# لازارو فرنسيسكو
لازارو فرنسيسكو هو كاتب فلبيني، ولد في 22 فبراير 1898 في Orani ‏ في الفلبين، وتوفي في 17 يونيو 1980.